# División de Azamgarh
La división de Azamgarh es una entidad administrativa de la India en el estado de Uttar Pradesh. Recibe su nombre de la capital de la división, la ciudad de Azamgarh y está encabezada por el Comisionado de División de Azamgarh. El Comisionado es el jefe de las instituciones del gobierno local en la división, está a cargo del desarrollo de infraestructura urbana en la división y también es responsable de mantener la ley y el orden en su división.
Está conformada por tres distritos:
- Distrito de Azamgarh
- Distrito de Baile
- Distrito de Mau